# Xenostega diagramma
Xenostega diagramma är en fjärilsart som beskrevs av George Francis Hampson 1910. Xenostega diagramma ingår i släktet Xenostega och familjen mätare. Inga underarter finns listade i Catalogue of Life.